# Chionaspis heterophyllae
Chionaspis heterophyllae är en insektsart som beskrevs av Cooley 1897. Chionaspis heterophyllae ingår i släktet Chionaspis och familjen pansarsköldlöss. Inga underarter finns listade i Catalogue of Life.